# Hakaria simonyi
Hakaria simonyi is een hagedis uit de familie skinken (Scincidae).

## Naam en indeling
De wetenschappelijke naam van zowel de soort als het geslacht werd voor het eerst voorgesteld door Franz Steindachner in 1899. Oorspronkelijk werd de naam Sepsina (Hakaria) Simonyi gebruikt. Later werd de skink in de geslachten Parachalcides en Scelotes geplaatst. Het is tegenwoordig de enige soort uit het monotypische geslacht Hakaria.

## Verspreiding en habitat

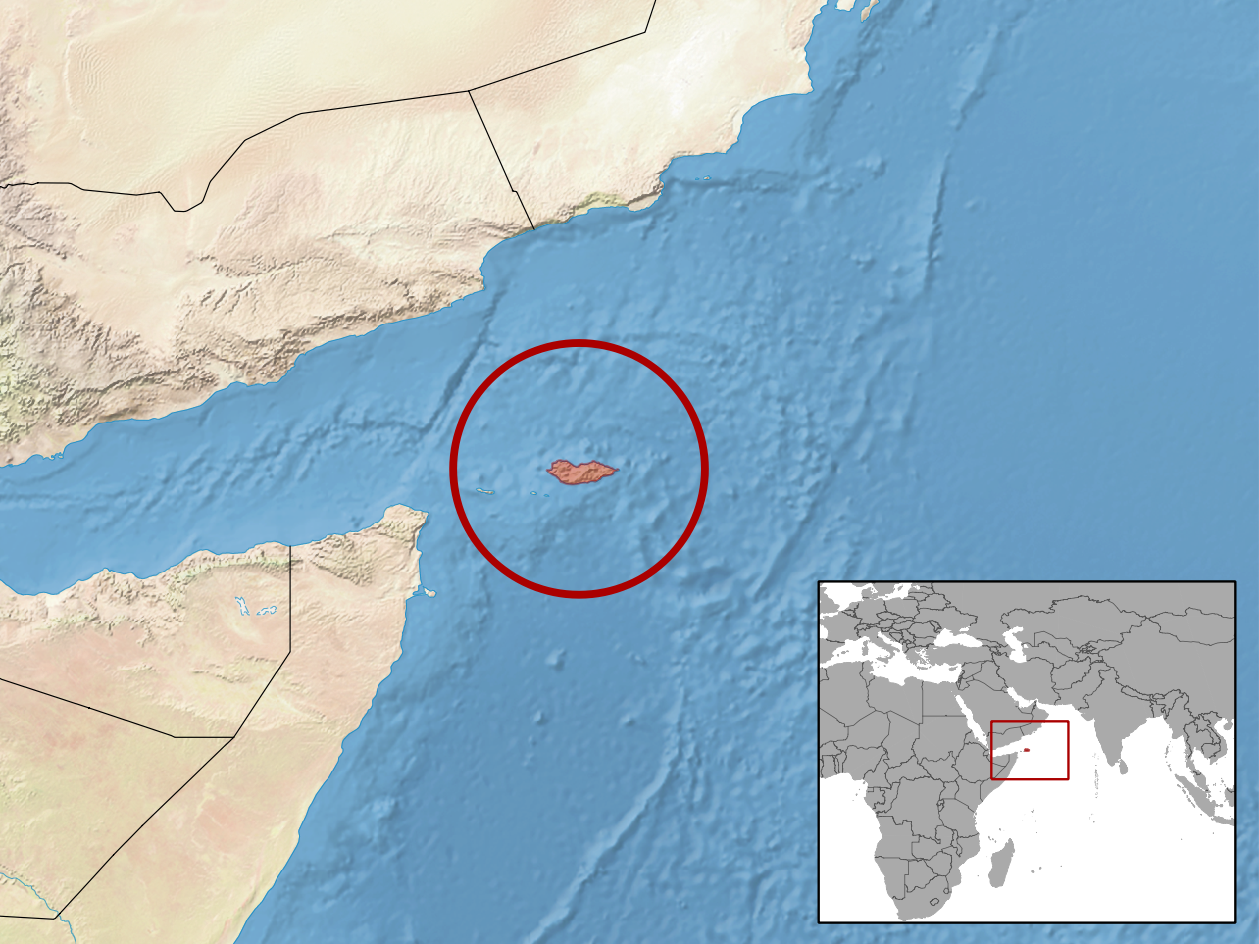
Verspreidingsgebied in het rood.

Hakaria simonyi komt uitsluitend voor op het eiland Socotra in de Arabische Zee, het grootste eiland van de Socotra-archipel. De habitat bestaat zover bekend uit begroeide gebieden. Over de levenswijze en voortplanting is vrijwel niets bekend.

## Beschermingsstatus
Door de internationale natuurbeschermingsorganisatie IUCN is de beschermingsstatus 'gevoelig' toegewezen (Near Threatened of NT).